# Sixtus Bachmann
Sixtus Bachmann OPraem (auch: Sixt Bachmann; * 18. Juli 1754 in Kettershausen; † 18. Oktober 1825 in Reutlingendorf) war deutscher Organist, Komponist und Ordensgeistlicher (Prämonstratenser).

## Leben und Wirken

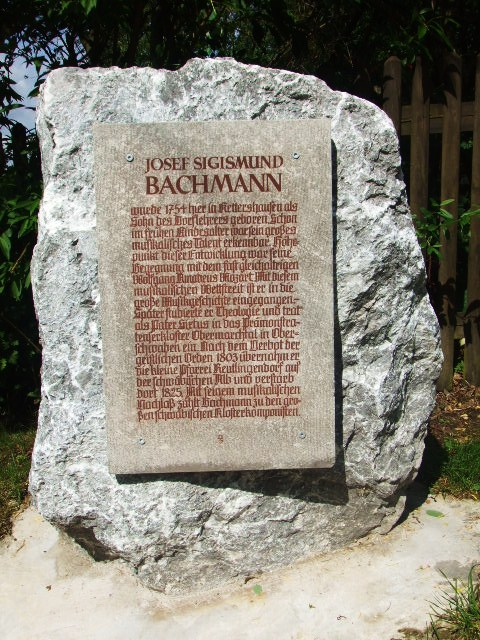
Gedenkstein für Sixtus Bachmann in Kettershausen

Bachmann erhielt von seinen Eltern den Namen Joseph Sigmund Eugen und wurde von seinem Vater Franz Anton Bachmann musikalisch ausgebildet. Weitere Ausbildung erhielt er wahrscheinlich durch seinen Großvater mütterlicherseits, F. J. Schmöger, Chorregent und Organist der Klosterkirche Biberbach. Ausgebildet wurde er im Kloster Fultenbach und ab 1766 war Bachmann Klosterschüler der Benediktiner im Kloster Oberelchingen. Im gleichen Jahr ergab sich für den hochbegabten zwölfjährigen Klavier- und Orgelspieler in der Klosterkirche Biberbach ein Orgelwettstreit mit dem zwei Jahre jüngeren Wolfgang Amadeus Mozart. Die Quellen berichten, dass der Wettstreit für beide sehr rühmlich endete.
1771 trat Bachmann in die Reichsabtei Marchtal des Prämonstratenserordens ein. 1773 legte er dort seine Ordensprofess ab und erhielt den Ordensnamen Sixtus (Sixt). 1778 wurde er zum Priester geweiht. Musikalisch bildete er sich als Autodidakt weiter. Im Kloster war er als Chorregent, Musik- und Theologielehrer tätig. Im Kloster Marchthal gab es eine blühende Musikkultur, u. a. hatte dort vor Bachmann Isfrid Kayser gewirkt. Bachmann beschäftigte sich mit den musiktheoretischen Schriften von Abbé Georg Joseph Vogler. 1800 ernannte der Orden ihn zum Theologieprofessor. Nach der Aufhebung des Marchtaler Klosters wurde Bachmann 1803 Pfarrer im nahegelegenen Reutlingendorf. In dieser Zeit brachte er Werke seines Ordensbruders, des Dichters Sebastian Sailer (1714–1777) posthum heraus. Zeit seines Lebens war Bachmann kompositorisch tätig.

## Werke / Ausgaben
- Missa solemnis in C
- Sonata per il fortepiano, ô cembalo in D-Dur (Digitalisat)
- Dix Fugues célèbres pour l’orgue ou le clavecin. Hrsg. Michael Gerhard Kaufmann, Daimonon-Verlag.
- Doppelchörige Festmesse. In: Denkmäler der Musik in Baden-Württemberg, Band 5. Hrsg. Rudolf Faber, München 1997.
- Klavier- und Vokalmusik von Sixtus Bachmann. Jubiläumsausgabe zum 250. Geburtstag. Hrsg. Berthold Büchele. Verein zur Pflege von Heimat und Brauchtum Ratzenried e.V. Ratzenried 2004.
  - Kantate Der verlorene Sohn, für zwei Stimmen und Klavier
  - Sonatensatz in F-Dur
  - Fuge in C-Dur
  - Capriccio
  - Andantino aus der Sonate E-Dur
  - Fuge in B-Dur
  - Arioso (Krebs-Stück)
  - Menuett aus der Arlequinade, für Violine und Klavier
  - Menuett
  - Motette Der Mensch lebt und bestehet, für Singstimme und Klavier
  - Kadenz über das Jahr 1825
- Fünf Sonaten für Klavier oder Orgel. Erstdruck. Hrsg. von Berthold Büchele und Manfred Schwendner. Verein zur Pflege von Heimat und Brauchtum Ratzenried e. V. Ratzenried. 2009.
- Sonate pour le Piano Forte g-Moll (Digitalisat)

## Hörbeispiele
- Fuge C-Dur (Wien 1786). Siegfried Gmeiner an der WALCKER-Orgel, op. 4082 der Ulmer Wengenkirche
- Sonata Tertia. Allegro - Adagio - Presto. Siegfried Gmeiner an der JANN-Orgel, op. 183 in St. Martin (Illertissen)